# Nekrolog 1816
Nekrolog
◄◄
| ◄
| 1812
| 1813
| 1814
| 1815
| 1816 | 1817 | 1818 | 1819 | 1820 | ► | ►►
Weitere Ereignisse | Allgemeiner Nekrolog 1816
Die Beschreibung der verstorbenen Person sollte so kurz wie möglich gehalten sein und nur deren signifikante Tätigkeit(en) enthalten.
Neue Namen ggf. auch unter dem Geburts- und Sterbedatum, also etwa unter 1. Januar und im Geburts- und Sterbejahr (2024) eintragen (nur bei entsprechender großer Wichtigkeit). Für Beispiele siehe die schon vorhandenen Artikel.
Außerdem über die fünf zuletzt Verstorbenen, zu denen es einen ausreichend guten Artikel für eine Präsentation auf der Hauptseite gibt, nach der todesbedingten Überarbeitung der Artikel ggf. auch unter Wikipedia Diskussion:Hauptseite informieren und sie am besten auch in den anderen Wikipedia-Sprachversionen eintragen. Tipp: Regelmäßig bei news.google.de nach „ist tot“, „gestorben“ oder „verstorben“ suchen.
Wenn eine Person gestorben ist, gibt es viele Seiten zu dieser Person in der Wikipedia, die davon auch betroffen sind und entsprechend aktualisiert werden müssen. Beispiele: Namenübersichtsseite, Geburtsjahr, Geburtsort-Seiten und viele mehr.
Wie finde ich die betroffenen Seiten?
Im Suchfeld auf der linken Seite gibt man den Suchbegriff so ein: „Vorname Nachname“. Dann klickt man auf Volltext und alle Seiten mit entsprechendem Suchtext werden aufgerufen. Hier sieht man dann schnell, wo auch das Todesjahr Sinn macht oder sogar ein Teil des Artikels angepasst werden muss. Auch hilft das „Werkzeug“ auf der linken Seite sehr gut, um solche Seiten aufzufinden: „Links auf diese Seite“. Somit ist die Wikipedia wieder aktuell in allen Bereichen! Hinweis: bei Eintragung der Kategorie „Gestorben JAHR“ wird der Missbrauchsfilter 49 ausgelöst, was jedoch nicht schlimm ist. Siehe: Spezial:Missbrauchsfilter/49
Dies ist eine Liste von im Jahr 1816 verstorbenen bekannten Persönlichkeiten. Die Einträge erfolgen innerhalb der einzelnen Daten alphabetisch sortiert. Tiere sind im Nekrolog für Tiere zu finden.

## Januar
| Tag        | Name                                       | Beruf, bekannt als                                                 | Alter | Beleg |
| ---------- | ------------------------------------------ | ------------------------------------------------------------------ | ----- | ----- |
| 2. Januar  | Louis Bernard Guyton de Morveau            | französischer Chemiker und Politiker                               | 78    |       |
| 2. Januar  | Samuel Holten                              | US-amerikanischer Arzt, Politiker und Richter                      | 77    |       |
| 5. Januar  | George Prevost                             | britischer Soldat und Diplomat                                     | 48    |       |
| 6. Januar  | Franz Joseph von Albini                    | deutscher Politiker und Staatsmann                                 |       |       |
| 9. Januar  | Friedrich Wilhelm                          | deutscher Fürst von Nassau-Weilburg                                | 47    |       |
| 9. Januar  | Johann Carl Gombart                        | deutscher Notenstecher und Musikverleger                           | 63    |       |
| 10. Januar | Lorenzo Storioni                           | italienischer Geigenbauer                                          | 71    |       |
| 10. Januar | Johann Walleshauser                        | deutscher Sänger (Tenor)                                           | 80    |       |
| 12. Januar | August Christoph Heinrich von Legat        | preußischer Generalmajor                                           | 83    |       |
| 13. Januar | Andreas Wiß                                | deutscher Dichter                                                  | 27    |       |
| 16. Januar | Francesco Melzi d’Eril                     | italienischer Politiker                                            | 62    |       |
| 16. Januar | Jacques-René Tenon                         | französischer Chirurg, Anatom und Pathologe                        | 91    |       |
| 20. Januar | Karoline Luise von Sachsen-Weimar-Eisenach | Erbgroßherzogin von Mecklenburg-Schwerin                           | 29    |       |
| 23. Januar | Karl von Zyllnhardt                        | Grundherr und Leiter der Bayerischen General-Forst-Administration. | 71    |       |
| 24. Januar | Pehr Hörberg                               | schwedischer Maler und Komponist                                   | 69    |       |
| 24. Januar | Johann Baptista von Salis                  | Schweizer Politiker                                                | 74    |       |
| 26. Januar | Johann Georg Christian Hess                | deutscher Architekt                                                | 59    |       |
| 27. Januar | Samuel Hood, 1. Viscount Hood              | britischer Admiral                                                 | 91    |       |
| 28. Januar | Wichard von Möllendorff                    | preußischer Generalfeldmarschall                                   | 92    |       |
| 30. Januar | Reinier Vinkeles                           | niederländischer Zeichner und Kupferstecher                        | 75    |       |
| Januar     | Peter Kinzing                              | deutscher Uhrmacher und Mechaniker                                 | 70    |       |

## Februar
| Tag         | Name                                                  | Beruf, bekannt als                                                                               | Alter | Beleg |
| ----------- | ----------------------------------------------------- | ------------------------------------------------------------------------------------------------ | ----- | ----- |
| 1. Februar  | Henri-Albert Gosse                                    | Schweizer Naturwissenschaftler und Apotheker                                                     | 62    |       |
| 2. Februar  | Stephen Bullock                                       | US-amerikanischer Politiker                                                                      | 80    |       |
| 2. Februar  | Sophie Piper                                          | schwedische Adelige                                                                              | 58    |       |
| 3. Februar  | Joseph Platt Cooke                                    | US-amerikanischer Politiker                                                                      | 86    |       |
| 3. Februar  | Kawila                                                | 1. König der Chao-Chet-Thon-Dynastie                                                             |       |       |
| 3. Februar  | Friedrich August Schütz von Holzhausen                | Amtmann in Kirberg und Camberg                                                                   | 43    |       |
| 4. Februar  | John Armstrong                                        | US-amerikanischer Offizier, Jurist und Politiker                                                 | 60    |       |
| 4. Februar  | Meingosus Gaelle                                      | deutscher katholischer Theologe, Physiker und Kirchenmusiker                                     | 63    |       |
| 4. Februar  | Robert Hobart, 4. Earl of Buckinghamshire             | britischer Politiker und Kolonialgouverneur                                                      | 55    |       |
| 4. Februar  | Josias Friedrich Löffler                              | Pfarrer in Gotha, Generalsuperintendent und Mitbegründer des Gothaer Schulwesens                 | 64    |       |
| 4. Februar  | Joachim Perinet                                       | österreichischer Schauspieler und Schriftsteller des Alt-Wiener Volkstheaters                    | 52    |       |
| 6. Februar  | Harriot Hague                                         | englische Pianistin und Komponistin                                                              | ≈23   |       |
| 6. Februar  | Samuel Tenney                                         | US-amerikanischer Politiker                                                                      | 67    |       |
| 8. Februar  | Giuseppe Maria Doria Pamphilj                         | italienischer Kardinal                                                                           | 64    |       |
| 8. Februar  | Alexandre Louis Auguste de Rohan-Chabot               | französischer Aristokrat und Militär                                                             | 54    |       |
| 11. Februar | Christiane Henriette von Pfalz-Zweibrücken            | Pfalzgräfin von Zweibrücken-Birkenfeld, durch Heirat Fürstin von Waldeck und Pyrmont             | 90    |       |
| 13. Februar | Benjamin Gottlieb Müller                              | preußischer Kommunalpolitiker, erster Oberbürgermeister von Breslau                              |       |       |
| 14. Februar | Ludwig Friedrich von Gemmingen                        | französischer Rittmeister, Grundherr in Babstadt und Daudenzell                                  | 50    |       |
| 14. Februar | Jean-Paul-Égide Martini                               | deutscher Komponist                                                                              | 74    |       |
| 14. Februar | Christian Wilhelm von Teichmann                       | preußischer Rittmeister und Landrat                                                              | 68    |       |
| 15. Februar | Archibald McBryde                                     | US-amerikanischer Politiker                                                                      | 49    |       |
| 16. Februar | Abel Burja                                            | deutscher Mathematiker                                                                           | 63    |       |
| 16. Februar | Ludwig                                                | Landgraf von Hessen-Philippsthal                                                                 | 49    |       |
| 16. Februar | Johann Karl Ludwig zu Löwenstein-Wertheim-Freudenberg | deutscher Fürst                                                                                  | 76    |       |
| 17. Februar | Johann Lorenz Blessig                                 | deutscher Theologe, Professor für Philosophie und Theologie                                      | 68    |       |
| 17. Februar | Anton August Heinrich Lichtenstein                    | deutscher Zoologe und Bibliothekar                                                               | 62    |       |
| 19. Februar | Friedrich Wilhelm von Hertling                        | deutscher Jurist und Diplomat                                                                    | 57    |       |
| 20. Februar | Johann Erich Biester                                  | deutscher Popularphilosoph                                                                       | 66    |       |
| 20. Februar | Jean-Pierre-François Guillot-Duhamel                  | französischer Bergbauexperte und Metallurge                                                      | 85    |       |
| 22. Februar | Joseph Anton Siegmund von Beroldingen                 | Schweizer Adeliger und Priester, Domherr in Speyer und Hildesheim                                | 77    |       |
| 22. Februar | Elijah Brigham                                        | US-amerikanischer Politiker                                                                      | 64    |       |
| 22. Februar | Adam Ferguson                                         | schottischer Historiker und Sozialethiker der Aufklärung                                         | 92    |       |
| 22. Februar | Friedrich Carl Schnoor                                | deutscher Jurist, zuletzt als Justiz-Amtmann Leiter des Großvogtei-Gerichts im Fürstentum Lübeck | 57    |       |
| 25. Februar | Francesco Apostoli                                    | italienischer Schriftsteller                                                                     |       |       |
| 25. Februar | Friedrich Wilhelm Bülow von Dennewitz                 | preußischer Offizier, zuletzt General der Infanterie                                             | 61    |       |
| Februar     | William Dickson                                       | US-amerikanischer Politiker                                                                      | 45    |       |

## März
| Tag      | Name                                               | Beruf, bekannt als                                                             | Alter | Beleg |
| -------- | -------------------------------------------------- | ------------------------------------------------------------------------------ | ----- | ----- |
| 2. März  | Friederike von Bretzenheim                         | Fürstäbtissin des Kanonissenstifts Lindau                                      | 44    |       |
| 3. März  | Ludwig Joseph Beck                                 | deutscher Geistlicher und Generalvikar                                         | 77    |       |
| 3. März  | Johann August von Starck                           | deutscher Schriftsteller und Theologe                                          | 74    |       |
| 7. März  | Ferdinand Friedrich Albrecht Gottlieb von Holwede  | preußischer Generalmajor im Dragonerregiment Nr. 9                             | 80    |       |
| 7. März  | Karel Ignác Thám                                   | tschechischer Schriftsteller, Lexikograph und Übersetzer                       | 52    |       |
| 8. März  | Johann Bernhard von Manstein                       | preußischer Generalmajor, Erbherr auf Hermenhagen                              | 75    |       |
| 11. März | Shenandoah                                         | Häuptling der Oneida                                                           |       |       |
| 14. März | Josef Wagner                                       | deutscher römisch-katholischer Geistlicher                                     |       |       |
| 14. März | Ernst Karl Friedrich Wunderlich                    | deutscher Altphilologe                                                         |       |       |
| 16. März | Philipp Julius Leopold von Boineburg und Lengsfeld | königlich preußischer Generalmajor                                             | 77    |       |
| 16. März | Theodor Huber                                      | Obervogt des Obervogteiamts Triberg                                            | 57    |       |
| 16. März | George C. Maxwell                                  | US-amerikanischer Politiker                                                    | 44    |       |
| 17. März | Roger Ducos                                        | französischer Staatsmann                                                       | 68    |       |
| 18. März | Thomas K. Harris                                   | US-amerikanischer Politiker                                                    |       |       |
| 18. März | Johann Gottlob Zobel                               | deutscher Historiker, Richter, Konsul und zweiter Bürgermeister                | 68    |       |
| 19. März | Heinrich Christoph Koch                            | deutscher Musiktheoretiker und -lexikograph                                    | 66    |       |
| 19. März | Filippo Mazzei                                     | italienischer Diplomat                                                         | 85    |       |
| 20. März | Maria I.                                           | Königin von Portugal und von Brasilien                                         | 81    |       |
| 20. März | Eberhard von der Recke                             | deutscher Jurist und Politiker                                                 | 71    |       |
| 20. März | Ludwig von Taube                                   | württembergischer Ministerialbeamter und Politiker                             |       |       |
| 23. März | Georg Friedrich Hildebrandt                        | deutscher Mediziner und Hochschullehrer                                        | 51    |       |
| 23. März | Johann Jakob Sell                                  | deutscher Gymnasiallehrer und Historiker                                       | 62    |       |
| 23. März | Ignaz Vitzthumb                                    | österreichischer Komponist                                                     | 91    |       |
| 24. März | Carlo Amoretti                                     | italienischer Gelehrter                                                        | 75    |       |
| 24. März | Friedrich August                                   | deutscher Fürst und erster Herzog von Nassau                                   | 77    |       |
| 24. März | Karl Friedrich Morell                              | Schweizer Chemiker, Botaniker und Apotheker                                    | 56    |       |
| 25. März | Johann Jakob Atzel                                 | deutscher Architekt und Baumeister                                             | 61    |       |
| 25. März | Henry Wynkoop                                      | US-amerikanischer Politiker                                                    | 79    |       |
| 26. März | Bernhard Alexander Gottfried von Schmettau         | preußischer Generalmajor                                                       | 67    |       |
| 29. März | John Twiggs                                        | Offizier während des Amerikanischen Unabhängigkeitskrieges, Richter, Politiker | 65    |       |
| 30. März | Friedrich Wilhelm Eugen Döll                       | deutscher Bildhauer                                                            | 65    |       |
| 31. März | Giuseppe Angeluni                                  | griechisch-katholischer Erzbischof der albanischen Eparchie Durrës             | 77    |       |
| 31. März | Francis Asbury                                     | amerikanischer Methodistenprediger und Bischof                                 | 70    |       |
| 31. März | Johann Heinrich Ludwig von Bismark                 | nassauischer General-Adjutant                                                  |       |       |
| 31. März | Jean-François Ducis                                | französischer Lyriker und Dramatiker                                           | 82    |       |
| 31. März | Simon Göser                                        | deutscher Maler                                                                | 80    |       |
| 31. März | Joseph von Herberstein                             | österreichischer Staatsmann                                                    | 59    |       |

## April
| Tag       | Name                                       | Beruf, bekannt als                                                                   | Alter | Beleg |
| --------- | ------------------------------------------ | ------------------------------------------------------------------------------------ | ----- | ----- |
| 5. April  | Friedrich von König                        | württembergischer und badischer Beamter                                              |       |       |
| 7. April  | Maria Ludovika Beatrix von Österreich-Este | österreichische Kaiserin                                                             | 28    |       |
| 7. April  | Christian Konrad Sprengel                  | deutscher Theologe und Naturkundler                                                  | 65    |       |
| 8. April  | Julie Billiart                             | französische Ordensgründerin der Schwestern Unserer Lieben Frau (1804) und Heilige   | 64    |       |
| 9. April  | Richard Stanford                           | US-amerikanischer Politiker                                                          | 49    |       |
| 10. April | Franz Ludwig von Cancrin                   | deutscher Ingenieur, Mineraloge, Metallurge und Baumeister der vorindustriellen Zeit | 78    |       |
| 11. April | Christian Leberecht Vogel                  | deutscher Maler                                                                      | 57    |       |
| 13. April | Alexander Scott Bullitt                    | US-amerikanischer Politiker                                                          |       |       |
| 13. April | Carl Wilhelm Hilchenbach                   | reformierter Theologe                                                                | 66    |       |
| 14. April | Mariano Abasolo                            | mexikanischer Revolutionär                                                           |       |       |
| 14. April | Christian August Valentiner                | deutscher evangelisch-lutherischer Geistlicher, Propst der Grafschaft Rantzau        | 92    |       |
| 16. April | John M. Hyneman                            | US-amerikanischer Politiker                                                          | 44    |       |
| 16. April | Benjamin Jesty                             | englischer Landwirt und Impfpionier                                                  |       |       |
| 18. April | Johann Paul Schulthesius                   | deutscher Theologe, Komponist und Pianist                                            | 67    |       |
| 21. April | Joseph Martin Kleber                       | deutscher Jurist                                                                     |       |       |
| 24. April | Friedrich Karl Ludwig                      | Herzog von Schleswig-Holstein-Sonderburg-Beck                                        | 58    |       |
| 26. April | Adalbert Friedrich Marcus                  | deutscher Arzt                                                                       | 62    |       |
| 28. April | Johann Heinrich Abicht                     | deutscher Philosoph                                                                  | 53    |       |
| 30. April | Johann Wilhelm Theobald                    | deutscher Geistlicher, Lazaristenprovinzial                                          | 89    |       |

## Mai
| Tag     | Name                                           | Beruf, bekannt als                                                                                | Alter | Beleg |
| ------- | ---------------------------------------------- | ------------------------------------------------------------------------------------------------- | ----- | ----- |
| 1. Mai  | William Montgomery                             | US-amerikanischer Politiker                                                                       | 79    |       |
| 1. Mai  | Justus Perthes                                 | Gründer eines geografisch-kartografischen Verlags                                                 | 66    |       |
| 3. Mai  | James McHenry                                  | amerikanischer Politiker und Unterzeichner der amerikanischen Verfassung                          | 62    |       |
| 3. Mai  | Johann Friedrich Müller                        | deutscher Kupferstecher                                                                           | 33    |       |
| 4. Mai  | Samuel Dexter                                  | US-amerikanischer Politiker                                                                       | 54    |       |
| 4. Mai  | Marie Madeleine Guimard                        | französische Tänzerin                                                                             | 72    |       |
| 6. Mai  | Caleb Ellis                                    | US-amerikanischer Politiker                                                                       | 49    |       |
| 10. Mai | Gerhard Anton Hermann Gramberg                 | deutscher Jurist und Dichter                                                                      | 43    |       |
| 11. Mai | Friedrich Georg Pape                           | Prämonstratenser, Lehrer und Jacobiner                                                            | 52    |       |
| 13. Mai | Charles-Eutrope de La Laurencie                | französischer Bischof                                                                             | 76    |       |
| 14. Mai | Ehregott Friedrich Lindner                     | deutscher Mediziner                                                                               |       |       |
| 15. Mai | Ernst Vollrad von Vieregge                     | preußischer Generalmajor                                                                          | 71    |       |
| 16. Mai | Johann Karl von Mutius                         | preußischer Offizier, zuletzt Generalmajor                                                        | 57    |       |
| 20. Mai | Joseph Hieronymus Karl Kolborn                 | deutscher Staatsmann und Weihbischof                                                              | 72    |       |
| 20. Mai | Heinrich Leopold Graf von Reichenbach-Goschütz | Generallandschaftspräsident von Schlesien                                                         | 47    |       |
| 22. Mai | Bernhard Friedrich von Bassewitz               | Mecklenburg-Schwerinscher Geheimratspräsident (Ministerpräsident)                                 | 59    |       |
| 23. Mai | Joseph Hardtmuth                               | österreichischer Architekt, Erfinder und Fabrikant                                                | 58    |       |
| 24. Mai | Grandmesnil                                    | französischer Schauspieler                                                                        | 79    |       |
| 25. Mai | Karl Hieronymus Pálffy von Erdőd               | wirklicher Hofkanzler der vereinigten Hofkanzlei von Ungarn und Siebenbürgen, 1. Fürst von Palffy | 80    |       |
| 25. Mai | Vinzenz Joseph von Schrattenbach               | Fürstbischof von Lavant; Bischof von Brünn                                                        | 71    |       |
| 26. Mai | Adrian Zingg                                   | Schweizer Maler                                                                                   | 82    |       |
| 28. Mai | Joseph Milbiller                               | deutscher Gelehrter, Publizist, Hochschullehrer, Aufklärer                                        | 62    |       |
| 28. Mai | Wolde Selassie                                 | äthiopischer Herrscher im Zeitalter der Richter (Zemene Mesafint)                                 |       |       |
| 29. Mai | James Hope-Johnstone, 3. Earl of Hopetoun      | schottischer Peer                                                                                 | 74    |       |

## Juni
| Tag      | Name                                               | Beruf, bekannt als                                                                              | Alter | Beleg |
| -------- | -------------------------------------------------- | ----------------------------------------------------------------------------------------------- | ----- | ----- |
| 5. Juni  | Johann Karl Kolowrat-Krakowsky                     | österreichischer Feldmarschall                                                                  | 67    |       |
| 5. Juni  | Daniel Lienau                                      | Hamburger Ratsherr und Bürgermeister                                                            | 76    |       |
| 5. Juni  | Giovanni Paisiello                                 | italienischer Komponist                                                                         | 76    |       |
| 6. Juni  | Benjamin Hawkins                                   | US-amerikanischer Politiker                                                                     | 61    |       |
| 6. Juni  | Christiane von Goethe                              | Goethes Ehefrau                                                                                 | 51    |       |
| 7. Juni  | Lorenz von Crell                                   | deutscher Bergrat und Chemiker                                                                  | 72    |       |
| 8. Juni  | John Adams Harper                                  | US-amerikanischer Politiker                                                                     | 36    |       |
| 9. Juni  | Christian Friedrich Schrader                       | deutscher Botaniker, Romanist und Lexikograf                                                    | 77    |       |
| 10. Juni | William Stephens Smith                             | US-amerikanischer Offizier und Politiker                                                        | 60    |       |
| 12. Juni | Charles Pierre François Augereau                   | französischer General, Marschall von Frankreich                                                 | 58    |       |
| 12. Juni | Ernst von Blankenstein                             | österreichischer Offizier                                                                       | 82    |       |
| 15. Juni | Leopold Heinrich von der Goltz                     | preußischer Generalleutnant und Gesandter                                                       | 70    |       |
| 16. Juni | Gabriel Wilhelm Keferstein                         | Rats- und Bürgermeister der Stadt Halle (Saale)                                                 | 60    |       |
| 16. Juni | Gustav Gottlob von Wrochem                         | preußischer Landrat                                                                             | 47    |       |
| 18. Juni | Thomas Henry                                       | englischer Apotheker und Chemiker                                                               | 81    |       |
| 19. Juni | Robert Semple                                      | Gouverneur von Assiniboia für die Hudson’s Bay Company (HBC) und Verfasser mehrerer Reisebücher | 39    |       |
| 21. Juni | Gottfried Nicolai Angelo                           | Kupferstecher und Lehrer für Kupferstechen in Dänemark                                          | 48    |       |
| 21. Juni | Edmund Rustige                                     | Abt des Klosters Grafschaft                                                                     | 70    |       |
| 23. Juni | Ludwig Friedrich Heindorf                          | deutscher Klassischer Philologe                                                                 | 41    |       |
| 23. Juni | Gottfried Ernst Sigismund Holzschuher von Harrlach | preußischer Generalmajor                                                                        | 66    |       |
| 23. Juni | Josef Odenwald                                     | badischer Jurist und Amtsvorstand                                                               | 57    |       |
| 25. Juni | Hugh Henry Brackenridge                            | US-amerikanischer Dichter, Jurist und Politiker                                                 |       |       |
| 27. Juni | Domenico Vandelli                                  | italienischer Naturforscher                                                                     | 80    |       |
| 28. Juni | Pierre Marie Barthélemy Ferino                     | französischer General und Politiker                                                             | 68    |       |
| 28. Juni | Johannes Flüggé                                    | deutscher Botaniker                                                                             | 41    |       |
| 30. Juni | Paul Hamilton                                      | Gouverneur von South Carolina                                                                   | 53    |       |

## Juli
| Tag      | Name                             | Beruf, bekannt als                                                              | Alter | Beleg |
| -------- | -------------------------------- | ------------------------------------------------------------------------------- | ----- | ----- |
| 1. Juli  | Karl Gottfried Bellmann          | deutscher Musiksintrumentenbauer und Musiker                                    | 55    |       |
| 3. Juli  | Christina von Brühl              | Landschaftsarchitektin, Schriftstellerin                                        | 60    |       |
| 3. Juli  | Samuel Elias                     | englischer Boxer                                                                | 41    |       |
| 3. Juli  | Karl Flerx                       | deutscher Sänger (Bass), Tänzer und Komiker                                     | 34    |       |
| 4. Juli  | Thomas Gholson                   | US-amerikanischer Politiker                                                     |       |       |
| 5. Juli  | Dorothea Jordan                  | irische Schauspielerin                                                          | 54    |       |
| 6. Juli  | Jorge Tadeo Lozano               | neugranadischer Wissenschaftler, Journalist und Politiker                       | 45    |       |
| 6. Juli  | Konstantin Ypsilantis            | griechischer Adliger und Phanariot                                              |       |       |
| 7. Juli  | Richard Brinsley Sheridan        | irischer Dramatiker und Politiker                                               | 64    |       |
| 9. Juli  | Wilhelm von Low                  | königlich-sächsischer Generalleutnant und Minister                              |       |       |
| 10. Juli | Adolf von Ende                   | deutscher Jurist                                                                | 56    |       |
| 11. Juli | Joseph Friedrich Karl von Klüx   | preußischer Generalmajor                                                        | 41    |       |
| 12. Juli | Georg Oswald May                 | deutscher Porträtmaler                                                          | 78    |       |
| 13. Juli | Johann Carl Friedrich Dauthe     | deutscher Architekt, Landschaftsarchitekt und Kupferstecher                     | 69    |       |
| 14. Juli | Francisco de Miranda             | venezolanischer Freiheitskämpfer gegen die Spanier                              | 66    |       |
| 15. Juli | Richard Watson                   | englischer Bischof und Chemiker                                                 | 78    |       |
| 16. Juli | Marie-Barbe Antamatten           | Schweizer Oberin                                                                |       |       |
| 17. Juli | Jakob Lüttringhausen             | Bürgermeister von Elberfeld                                                     | 70    |       |
| 17. Juli | Jacob Read                       | US-amerikanischer Politiker                                                     |       |       |
| 17. Juli | Francis Towne                    | englischer Landschaftsmaler                                                     |       |       |
| 18. Juli | Georg Conrad Meyer               | Publizist und deutscher Jakobiner                                               | 42    |       |
| 18. Juli | Willem Benjamin van Panhuys      | niederländischer Militär, Plantageneigentümer und Generalgouverneur in Suriname | 51    |       |
| 20. Juli | Gawriil Romanowitsch Derschawin  | russischer Autor und Dichter                                                    | 73    |       |
| 20. Juli | Jacob Richards                   | US-amerikanischer Politiker                                                     |       |       |
| 22. Juli | Levin von Heister                | preußischer Generalleutnant                                                     | 59    |       |
| 22. Juli | Julius Eberhard von Massow       | preußischer Jurist und Politiker                                                | 66    |       |
| 23. Juli | Elizabeth Hamilton               | britische Dichterin, Schriftstellerin und Satirikerin                           | 59    |       |
| 24. Juli | Franz Kaspar Hesselbach          | deutscher Anatom und Chirurg                                                    | 57    |       |
| 26. Juli | Johan Nordahl Brun               | norwegischer Bischof und Dichter                                                | 71    |       |
| 27. Juli | Régis Barthélemy Mouton-Duvernet | französischer Divisionsgeneral der Infanterie                                   | 46    |       |
| 27. Juli | Olof Tempelman                   | schwedischer Architekt                                                          | 71    |       |
| 28. Juli | Michael Ehrenreich Kauzmann      | deutscher Chirurg und Hochschullehrer                                           | 47    |       |
| 29. Juli | Karl Eugen zu Erbach-Schönberg   | österreichischer Offizier                                                       | 84    |       |
| 30. Juli | Joseph Willibald Michl           | deutscher Komponist                                                             | 71    |       |
| 31. Juli | Joseph Fiala                     | böhmischer Oboist, Cellist und Komponist                                        | 68    |       |

## August
| Tag        | Name                                  | Beruf, bekannt als                                                              | Alter | Beleg |
| ---------- | ------------------------------------- | ------------------------------------------------------------------------------- | ----- | ----- |
| 1. August  | Marie-Thérèse Willermaulaz            | französische Harfenistin                                                        | 64    |       |
| 4. August  | François-André Vincent                | französischer Maler                                                             | 69    |       |
| 6. August  | Antonio Cagnoli                       | italienischer Astronom                                                          | 72    |       |
| 6. August  | Johann Friedrich Peter Dreves         | deutscher Botaniker                                                             | 44    |       |
| 6. August  | Karl Frieberth                        | österreichischer Sänger (Tenor), Librettist und Komponist                       | 80    |       |
| 6. August  | Franz Wilhelm Anton Gambsjäger        | deutscher Rechtswissenschaftler                                                 | 62    |       |
| 7. August  | Dionysius Godefridus van der Keessel  | niederländischer Rechtswissenschaftler                                          | 77    |       |
| 9. August  | August Apel                           | deutscher Jurist und Schriftsteller                                             | 44    |       |
| 12. August | John Smith                            | US-amerikanischer Politiker                                                     | 64    |       |
| 13. August | Pehr Hilleström                       | schwedischer Maler                                                              | 83    |       |
| 13. August | Otto Friedrich von Richter            | Philologe und Forschungsreisender                                               | 25    |       |
| 16. August | Daniel Buck                           | US-amerikanischer Politiker                                                     | 62    |       |
| 16. August | Johann Jahn                           | österreichischer römisch-katholischer Theologe, Orientalist und Hochschullehrer | 66    |       |
| 17. August | Samuel Johnston                       | US-amerikanischer Politiker und Gouverneur von North Carolina                   | 82    |       |
| 18. August | Hartwig Johann Christoph von Hedemann | deutscher Generalmajor und Stadtkommandant von Hannover                         | 59    |       |
| 19. August | Johann Georg Holzach                  | Schweizer Pfarrer                                                               | 60    |       |
| 19. August | Karl Friedrich August von Seydewitz   | bayerischer Offizier, zuletzt Generalmajor                                      | 47    |       |
| 26. August | Charles Hubert Millevoye              | französischer Dichter                                                           | 33    |       |
| 28. August | Nikolaus DuMont                       | Kölner Politiker, letzter gewählter Bürgermeister der Freien Reichsstadt Köln   | 73    |       |
| 29. August | Johann Hieronymus Schroeter           | deutscher Jurist und Astronom                                                   | 70    |       |
| 29. August | Roman Zirngibl                        | bayerischer Benediktiner, Historiker, Archivar und Bibliothekar                 | 76    |       |

## September
| Tag           | Name                                      | Beruf, bekannt als                                                                     | Alter | Beleg |
| ------------- | ----------------------------------------- | -------------------------------------------------------------------------------------- | ----- | ----- |
| 2. September  | Thomas Arnold                             | britischer Psychiater und Reformer                                                     |       |       |
| 3. September  | Friedrich Ludwig Schröder                 | deutscher Schauspieler, Theaterdirektor, Dramatiker und Freimaurer                     | 71    |       |
| 6. September  | Christian Friedrich Wilhelm von Ploetz    | preußischer Generalleutnant, Kommandant von Stettin                                    |       |       |
| 7. September  | Duncan McFarlan                           | US-amerikanischer Politiker                                                            |       |       |
| 7. September  | Karoline Franziska Dorothea von Parkstein | Prinzessin zu Isenburg und Büdingen                                                    |       |       |
| 8. September  | Joseph Dominik Rogg                       | Schweizer Regierungsrat                                                                | 39    |       |
| 11. September | John Clopton                              | US-amerikanischer Politiker                                                            | 60    |       |
| 18. September | Bernard M’Mahon                           | irisch-US-amerikanischer Gärtner und Botaniker                                         |       |       |
| 19. September | Joseph Alston                             | US-amerikanischer Politiker, Gouverneur von South Carolina                             |       |       |
| 21. September | Karl Friedrich von Klinckowström          | preußischer Generalmajor                                                               | 78    |       |
| 22. September | Christen Smith                            | norwegischer Botaniker und Forschungsreisender                                         | 30    |       |
| 24. September | Gottfried Seybold                         | Gerichtsschreiber, Begründer des Besitzes der Familie Seybold / von Marval in Nordheim | 59    |       |
| 26. September | František Martin Pecháček                 | böhmischer Komponist der Klassik                                                       | 52    |       |
| 27. September | Edward Charles Howard                     | englischer Chemiker                                                                    | 42    |       |
| 30. September | Antonio Chichi                            | italienischer Architekt                                                                | 73    |       |

## Oktober
| Tag         | Name                                   | Beruf, bekannt als                                                                 | Alter | Beleg |
| ----------- | -------------------------------------- | ---------------------------------------------------------------------------------- | ----- | ----- |
| 4. Oktober  | Gregor Koch                            | Schweizer Benediktinermönch, Abt des Klosters Muri                                 | 69    |       |
| 4. Oktober  | James Hingston Tuckey                  | britischer Marineoffizier und Forschungsreisender                                  |       |       |
| 6. Oktober  | Wilhelm von Vangerow                   | preußischer Regierungspräsident in Magdeburg, Rechtswissenschaftler und Historiker | 71    |       |
| 7. Oktober  | Nicholas Ruxton Moore                  | US-amerikanischer Politiker                                                        | 60    |       |
| 9. Oktober  | Fanny Imlay                            | Tochter der britischen Schriftstellerin Mary Wollstonecraft                        | 22    |       |
| 12. Oktober | Carl Joseph Henoumont                  | deutscher Rechtswissenschaftler                                                    |       |       |
| 14. Oktober | George Madison                         | US-amerikanischer Politiker und Gouverneur von Kentucky                            | 53    |       |
| 16. Oktober | Johannis von Tourkolekas               | Märtyrer                                                                           |       |       |
| 16. Oktober | Karl Joseph von Sterndahl              | Feldmarschall-Lieutenant                                                           | 81    |       |
| 17. Oktober | Heinrich von der Lahr                  | preußischer Generalleutnant des Ingenieurskorps in Neisse                          | 82    |       |
| 17. Oktober | David Poe senior                       | US-amerikanischer Unternehmer und Offizier                                         |       |       |
| 19. Oktober | Ernst Christoph von Buggenhagen        | Landrat in Schwedisch-Pommern, Kurator der Universität Greifswald                  | 63    |       |
| 21. Oktober | Aaron Isaak                            | Gründer der jüdischen Gemeinde in Stockholm                                        | 86    |       |
| 24. Oktober | Carl Wilhelm Friedrich von der Groeben | preußischer Leutnant und Landrat                                                   | 59    |       |
| 27. Oktober | Santō Kyōden                           | japanischer Schriftsteller und Ukiyo-e-Künstler                                    | 55    |       |
| 29. Oktober | Francisco José de Caldas               | Botaniker, Astronom und lateinamerikanischer Freiheitsheld                         | 48    |       |
| 30. Oktober | Giovanni Alliata                       | italienischer Priester                                                             |       |       |
| 30. Oktober | Friedrich                              | König von Württemberg                                                              | 61    |       |
| 30. Oktober | Constantin von Neurath                 | deutscher Jurist, Reichskammergerichtsassessor                                     | 77    |       |
| 30. Oktober | Francesco Ubaldo Maria Romanzi         | italienischer römisch-katholischer Bischof                                         | 78    |       |
| 31. Oktober | Carl August von Madai                  | deutscher Mediziner, Unternehmer und Numismatiker                                  | 77    |       |

## November
| Tag          | Name                           | Beruf, bekannt als                                                                                  | Alter | Beleg |
| ------------ | ------------------------------ | --------------------------------------------------------------------------------------------------- | ----- | ----- |
| 2. November  | Gheorghe Șincai                | rumänischer Theologe, Historiker und Romanist                                                       | 62    |       |
| 4. November  | Robert Waring Darwin           | englischer Arzt und Botaniker                                                                       | 92    |       |
| 6. November  | Karl II.                       | Großherzog von Mecklenburg, regierender Fürst von Mecklenburg-Strelitz (1794–1816)                  | 75    |       |
| 6. November  | Gouverneur Morris              | US-amerikanischer Politiker                                                                         | 64    |       |
| 9. November  | Joseph Townsend                | britischer Geologe, Arzt und Priester                                                               | 77    |       |
| 14. November | Thaddäus Haenke                | österreichischer (böhmischer) Philosoph, Geograf, Chemiker, Arzt, Botaniker und Forschungsreisender | 54    |       |
| 16. November | Pierre Louis Ginguené          | französischer Literarhistoriker und Kritiker                                                        | 68    |       |
| 21. November | Ignacio Warnes                 | argentinischer Oberst                                                                               |       |       |
| 23. November | Augustin de Lespinasse         | französischer Divisionsgeneral der Artillerie                                                       | 79    |       |
| 23. November | Christian Friedrich Stölzel    | deutscher Kupferstecher und Bildniszeichner                                                         |       |       |
| 24. November | Nikolaus Schuble               | deutscher Orgelbauer                                                                                | 46    |       |
| 25. November | Izabela Lubomirska             | polnische Fürstin, Mäzenin und Kunstsammlerin                                                       | 80    |       |
| 26. November | Dmitri Sergejewitsch Dochturow | russischer General der napoleonischen Kriege                                                        | 60    |       |
| 26. November | Abraham Robarts                | britischer Politiker und Bankier                                                                    | 71    |       |
| 27. November | Johann Georg Fellinger         | österreichischer Offizier und Schriftsteller                                                        | 35    |       |

## Dezember
| Tag          | Name                                      | Beruf, bekannt als                                                          | Alter | Beleg |
| ------------ | ----------------------------------------- | --------------------------------------------------------------------------- | ----- | ----- |
| 1. Dezember  | Carl Friedrich Franz Benda                | deutscher Kammermusiker                                                     |       |       |
| 2. Dezember  | Johann Friedrich Städel                   | deutscher Privatbankier und Mäzen                                           | 88    |       |
| 8. Dezember  | Urs Glutz von Blotzheim                   | schweizerischer Offizier und Politiker                                      | 65    |       |
| 9. Dezember  | Wilhelmina von Hessen-Rotenburg           | landgräfliche Prinzessin                                                    | 61    |       |
| 10. Dezember | Mathias Wilhelm von Haan                  | österreichischer Staatsmann                                                 | 79    |       |
| 11. Dezember | Adolf von Bülow                           | deutscher Verwaltungsjurist in dänischen Diensten und Amtmann im Amt Cismar | 29    |       |
| 12. Dezember | Gerhard Adam Neuhofer                     | deutscher Diakon, Professor, Philologe, Historiker und Dichter              | 43    |       |
| 14. Dezember | Johann Ferdinand Hetzendorf von Hohenberg | österreichischer frühklassizistischer Architekt                             | 83    |       |
| 14. Dezember | Georg Wilhelm Petersen                    | deutscher evangelischer Theologe                                            | 71    |       |
| 15. Dezember | Franz Joseph Maximilian von Lobkowitz     | österreichischer Regent, Generalmajor und Kunstmäzen                        | 44    |       |
| 15. Dezember | Charles Stanhope, 3. Earl Stanhope        | britischer Politiker und Wissenschaftler                                    | 63    |       |
| 16. Dezember | Thomas von Wagner                         | dsächsischer Geheimer Finanzrat                                             | 57    |       |
| 16. Dezember | John Woods                                | US-amerikanischer Politiker                                                 |       |       |
| 21. Dezember | André Amar                                | französischer Revolutionär                                                  | 61    |       |
| 25. Dezember | Manuel Tolsá Sarrión                      | spanisch-mexikanischer Baumeister und Bildhauer                             | 59    |       |
| 26. Dezember | Nicolaus Henricus Evers                   | deutscher Jurist und Ratssekretär der Hansestadt Lübeck                     | 80    |       |
| 27. Dezember | Friederike Juliane von Reventlow          | Gräfin von Reventlow                                                        |       |       |
| 29. Dezember | Friedrich Rottmann                        | deutscher Zeichner, Kupferstecher und Radierer                              |       |       |
| 30. Dezember | Louis Henri Loison                        | französischer General                                                       | 45    |       |
| 31. Dezember | Martin von Oliva                          | Bürgermeister der Reichsstadt Aachen                                        | 78    |       |
| 31. Dezember | Joseph Franz Xaver Stark                  | deutscher katholischer Theologe                                             | 66    |       |

## Datum unbekannt
| Tag | Name                                    | Beruf, bekannt als                                                | Alter | Beleg |
| --- | --------------------------------------- | ----------------------------------------------------------------- | ----- | ----- |
|     | Carl Nicolaus Adler                     | deutscher Advokat und Bürgermeister von Stade                     |       |       |
|     | Jean Dagobert d’Aigrefeuille            | französischer Beamter                                             |       |       |
|     | Anna Lucia De Amicis                    | italienische Sopranistin                                          |       |       |
|     | Gottlob August Baumgarten-Crusius       | deutscher Theologe                                                |       |       |
|     | Johanna Josefa Beck                     | deutsche Opernsängerin                                            |       |       |
|     | Pons-Joseph Bernard                     | französischer Naturforscher                                       |       |       |
|     | Anastassi Bratanowski                   | russischer Kanzelredner                                           |       |       |
|     | Johann Christoph Droysen                | deutscher Feld- und Garnisonsprediger                             |       |       |
|     | Christian Gottlieb Fechhelm             | deutscher Porträt- und Historienmaler                             |       |       |
|     | Ignác Held                              | böhmischer Komponist                                              |       |       |
|     | Christian Herrgen                       | deutscher Geologe und Mineraloge                                  |       |       |
|     | Joseph Huddart                          | englischer Kapitän, Ingenieur und Hydrograph                      |       |       |
|     | Ibrahim Bey                             | Bey der Mamluken in Ägypten                                       |       |       |
|     | Carl Larsson Kämpe                      | schwedischer Philosoph, Bibliothekar und Kanzleirat               |       |       |
|     | Franz Philipp Knebel von Katzenelnbogen | österreichischer Gesandter in Sachsen                             |       |       |
|     | Christoph Friedrich Heinrich Lindemann  | protestantischer Prediger und landeskundlicher Publizist Menorcas |       |       |
|     | Thomas Martyn                           | britischer Malakologe, Entomologe und Zeichner                    |       |       |
|     | François-Guillaume Ménageot             | französischer Maler                                               |       |       |
|     | Mohlomi                                 | Oberhaupt einer Bakoena-Gruppe und Ratgeber                       |       |       |
|     | Johann Gottlieb Näser                   | deutscher Orgelbauer                                              |       |       |
|     | Joseph Prunis                           | französischer Geistlicher und Politiker                           |       |       |
|     | Johann Peter Tiedemann                  | deutscher Propst, Geistlicher und Theologe                        |       |       |
|     | Georg Ehrenreich von Werther            | preußischer Generalmajor und Chef des Kürassierregiments Nr. 12   |       |       |
|     | Augustin Zippe                          | Rektor des General-Seminars in Prag                               |       |       |